# کودکان به کار گرفته شده توسط بزرگسالان در ارتکاب جرم
کودکان به کار گرفته شده توسط بزرگسالان در ارتکاب جرم (انگلیسی: Children used by adults in the commission of crime) و به اختصار (CUBAC) عبارت از به کارگیری، جور کردن یا پیشنهاد کردن اطفال به دیگری برای استفاده در کارهای غیرقانونی از قبیل قاچاق، تولید یا خرید و فروش مواد مخدر می‌باشد، که یکی از مصادیق کنوانسیون بدترین شکل‌های کار کودکان که توسط سازمان بین‌المللی کار در سال ۱۹۹۹ به تصویب رسیده‌است، می‌باشد. بر حسب آنچه در توصیه در مورد بدترین شکل‌های کار کودکان آمده‌است کشورهای تصویب کننده کنوانسیون باید مطمئن باشند که اقدام (CUBAC) نیز یک جرم جنائی است، و همانند سایر اعمال جنایتکارانه باید برای مقابله با آن اقدامات حقوقی یا اداری در نظر گرفته شود تا از اجرائی شدن چنین قوانین ملی اطمینان حاصل شود.